# Muslim Gabibow
Muslim Emirszachowicz Gabibow (ros. Муслим Эмиршахович Габибов; ur. 16 sierpnia 1989) – rosyjski zapaśnik startujący w stylu wolnym. Akademicki mistrz świata w 2010. Trzeci na ME juniorów w 2008 roku.